# Imogen Stubbs
Imogen Mary Stubbs, född 20 februari 1961 i Rothbury, Northumberland, är en brittisk skådespelerska och dramatiker.

## Rollista i urval
- 1989 – Erik Viking
- 1991 – True Colors
- 1995 – Jack & Sarah
- 1995 – Förnuft och känsla
- 1996 – Trettondagsafton
- 2006 – Agatha Christies Marple (TV-serie) (1 avsnitt)
- 2009 – Gamla snutar, nya spår (TV-serie) (1 avsnitt)
- 2018 – Mord i paradiset (TV-serie) (1 avsnitt)
- 2019 – Morden i Midsomer (TV-serie) (1 avsnitt)
- 2023 – The Crown (TV-serie) (1 avsnitt)